# Ivo Mancini
Ivo Mancini (ur. 6 kwietnia 1915 w Guasticce, zm. 24 lutego 2000 w Livorno) – włoski kolarz szosowy, złoty medalista mistrzostw świata.

## Kariera
Największy sukces w karierze Ivo Mancini osiągnął w 1935 roku, kiedy zdobył złoty medal w wyścigu ze startu wspólnego amatorów podczas mistrzostw świata we Floreffe. W zawodach tych wyprzedził bezpośrednio Francuza Roberta Charpentiera oraz Duńczuka Wernera Grundahla. Był to jednak jedyny medal wywalczony przez Manciniego na międzynarodowej imprezie tej rangi. W 1939 roku wystartował w Giro d'Italia, zajmując 53. miejsce w klasyfikacji generalnej. Nigdy nie wystąpił na igrzyskach olimpijskich. Jako zawodowiec startował w latach 1936–1939 i 1946–1947.

## Najważniejsze zwycięstwa i sukcesy
- 1935
  - mistrzostwo świata amatorów w wyścigu ze startu wspólnego